# Кольщик (пісня Михаїла Круга)
Кольщик — одна з найвідоміших пісень у стилі «російського шансону», автором і виконавцем якої є Михаїл Круг. Увійшла до альбому «Жиган-лимон».

## Історія створення та сюжет пісні
Пісня мала три варіанти. Задум з'явився у автора на початку 90-х років. Робота над піснею йшла близько трьох років, у різних варіантах одні символи замінялись на інші, які були більш точними.
Сюжет пісні перетинається з більш пізньою композицією «Золотые купола» (укр. Золоті куполи). Хоча автор пісні ніколи не сидів у в'язниці, пісня створена за всіма параметрами блатняка. У сюжеті пісні герой звертається до майстра з татуювання (наколок) з проханням набити тату з певними символами (куполами, іконами, хрестами, трояндами, човнами, текстом тощо), що відображають елемент його біографії, пов'язаний із історією перебування у місцях позбавлення волі.
За розповідями автора, блатні вирази для своїх пісень брав із словника НКВС, який видали у 1924 році для службового користування.
Пісня стала однією з найпопулярніших пісень автора, поступаючись за популярністю лише «Владимирському централу».
Пісню виконують також інші виконавці «російського шансону», зокрема гурт «Бутырка».